# Strada delle 52 gallerie

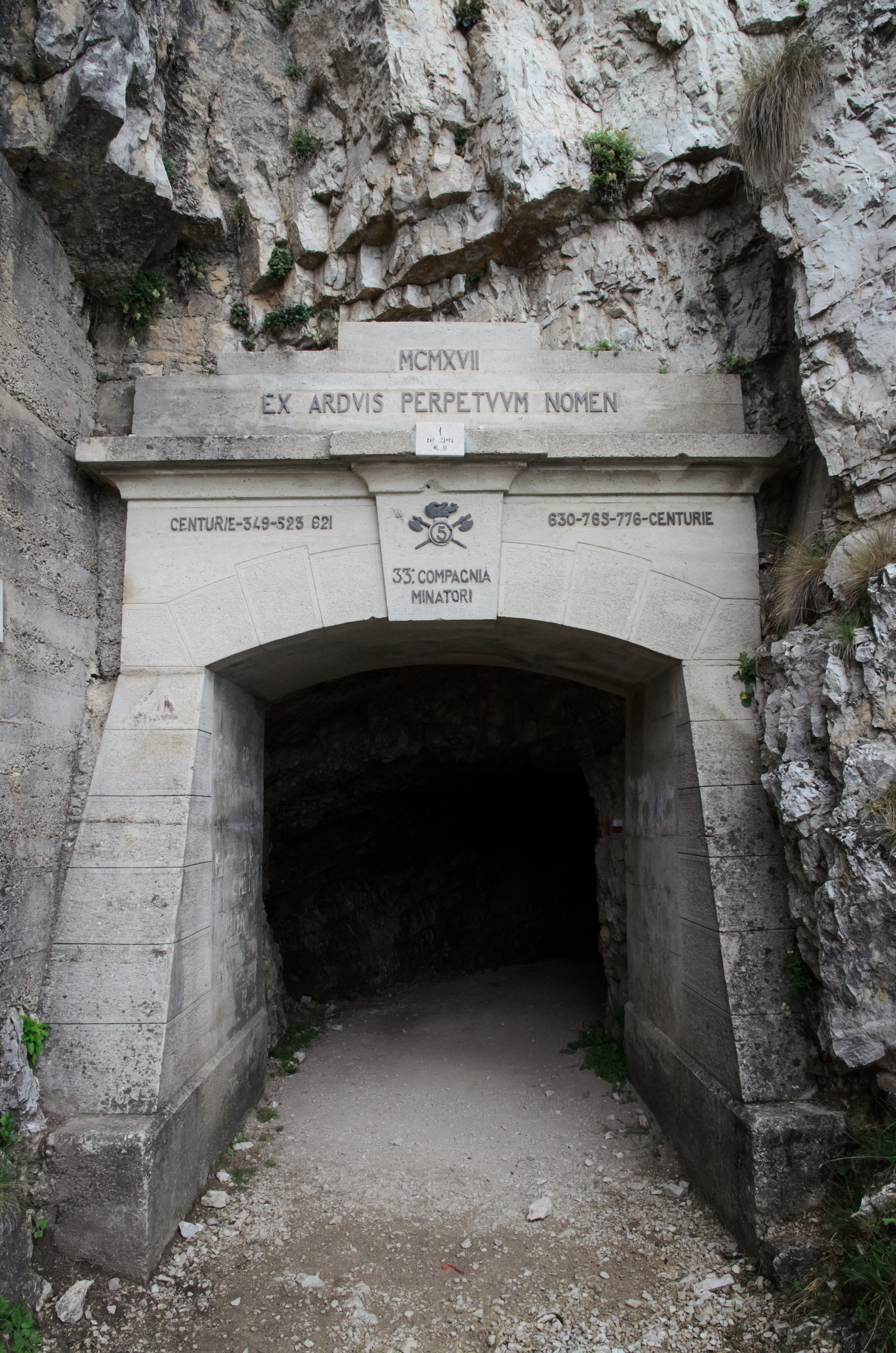
El comienzo de la Strada delle 52 gallerie

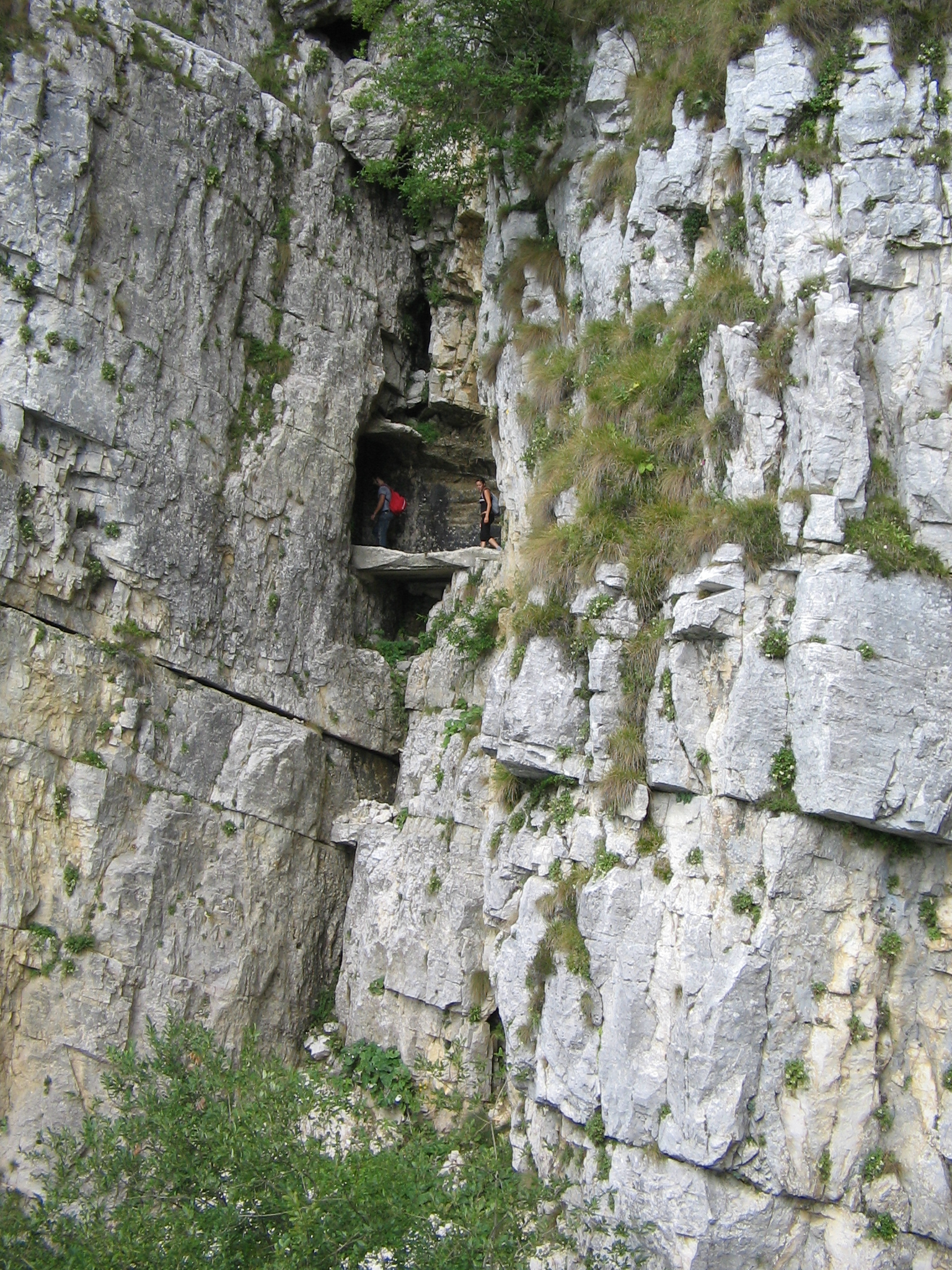
El paso de la galería 15a

Strada delle 52 Gallerie (El camino de 52 túneles) es una camino militar construido durante la Primera Guerra Mundial en el macizo de Pasubio. El camino, caracterizado por picos, profundos barrancos y acantilados escarpados, serpentea entre Bocchetta Campiglia (1219 m) y Porte del Pasubio (1934 m) cruzando la ladera sur de la montaña. Por su carácter militar fue construido lejos del rango de tiro de la artillería Austro-Húngara durante la Primera Guerra Mundial.

## Características

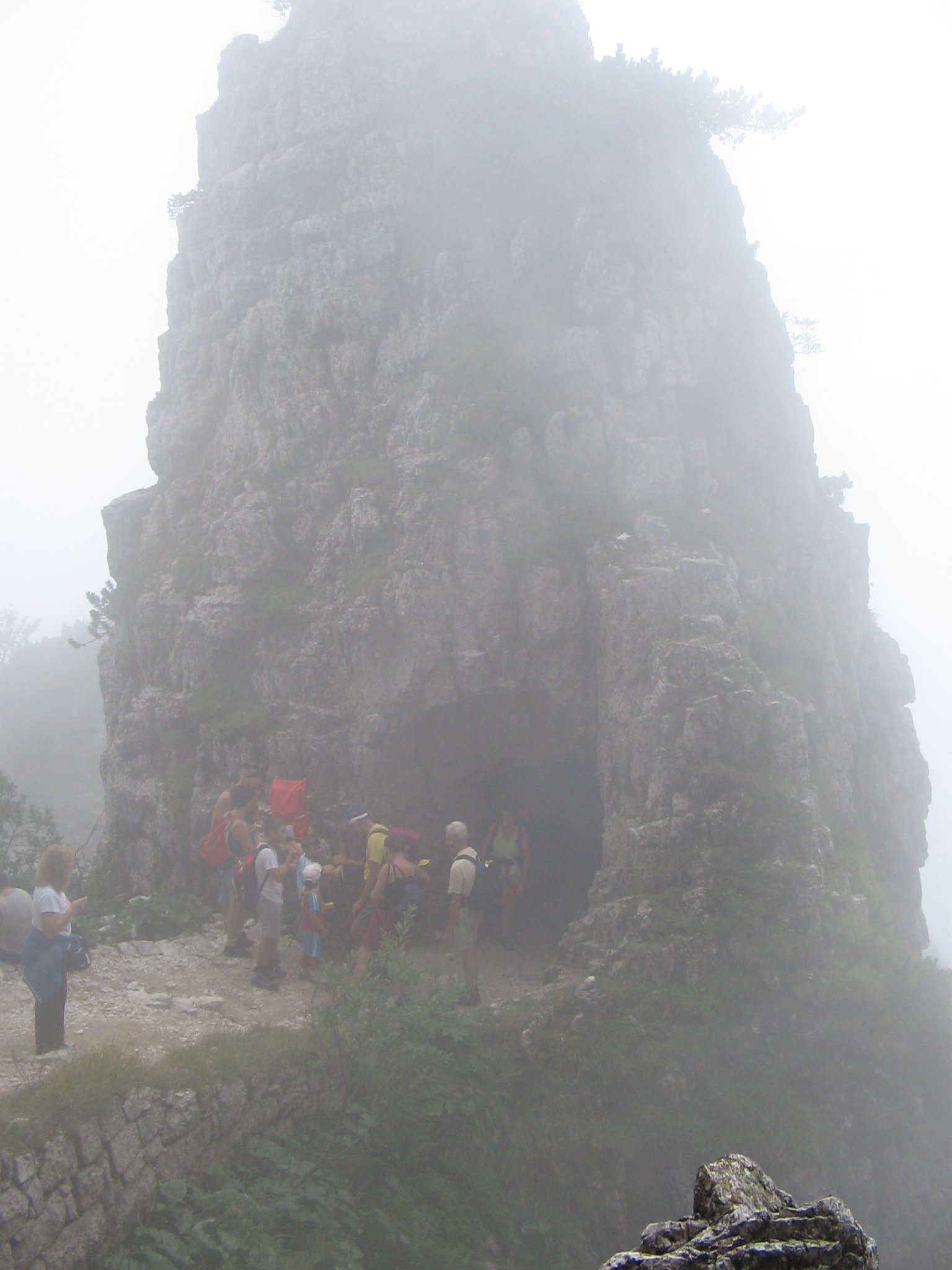
Parte superior de la entrada 20 túnel (Espiral túneles)

Se trata de 6555 m de longitud, de los cuales 2280 se dividen en 52 túneles excavadas en la roca, cada túnel se numera y se caracteriza por un nombre particular. La anchura mínima de 2,20 m fue pensado originalmente para permitir el tránsito de las actuales dos mulas con el equipaje.
Característica entre los muchos túneles, es la 19, porque además de ser el más largo (320 m), tiene una pista helicoidal 4 curvas dentro de una torre gigante de roca.
Incluso la subsiguiente N. 20 está tallada en una torre de piedra, y para superar la diferencia de altura, giros sobre sí misma como un sacacorchos.
Este tramo de la 41 y 45 corre por debajo del Passo Fontana d'Oro (1875 m). La salida de la 47 para llegar al punto más alto del camino (2000 m), que ofrece un magnífico panorama.

## Aplicación

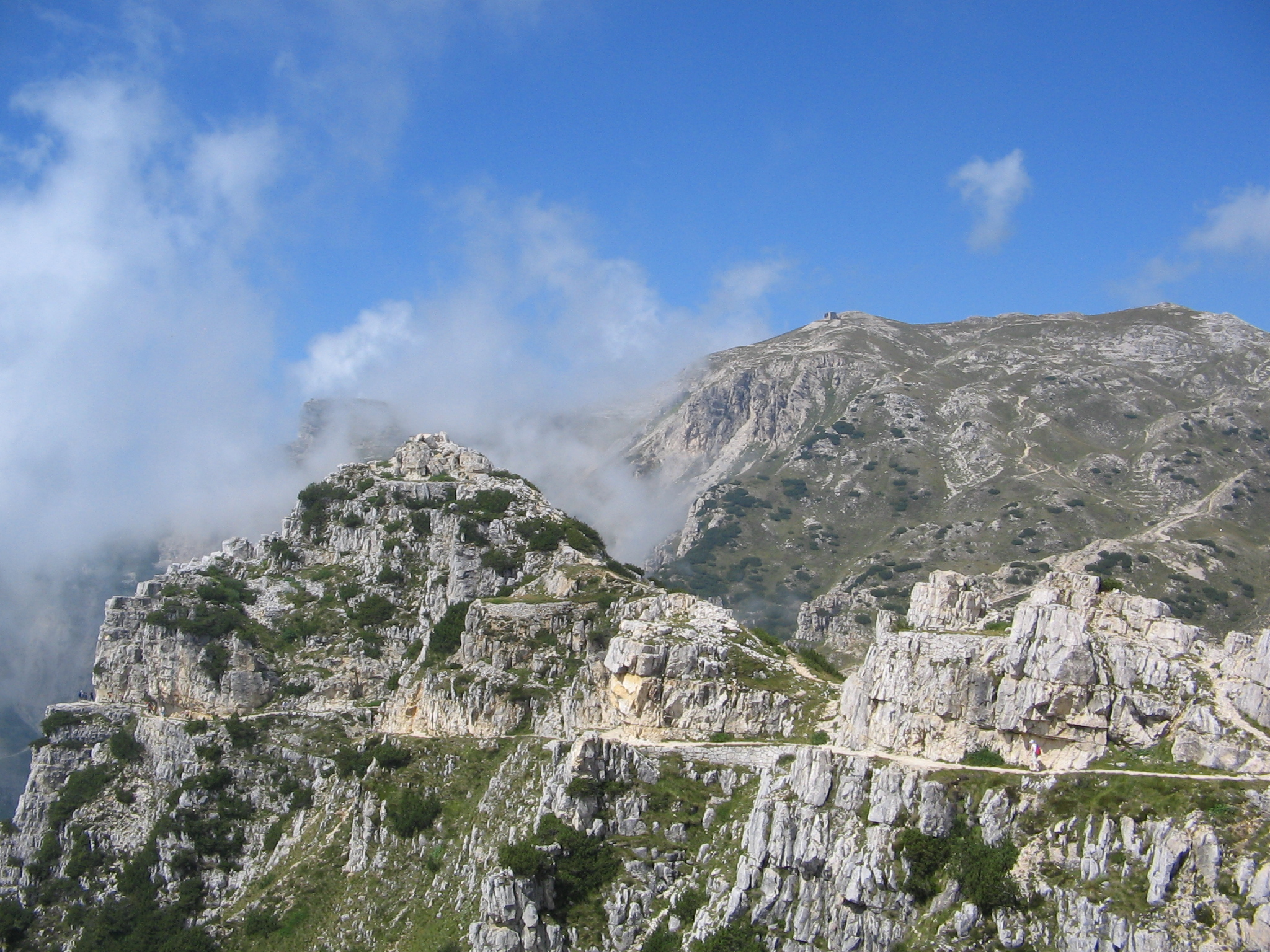
El final de la ruta

Una obra maestra de la ingeniería militar y la audacia (que se produjo antes del día 33 de la 'Compañía Ejército italiano con la ayuda de seis siglos de los trabajadores), teniendo en cuenta las condiciones y el momento de su construcción, así como la velocidad tiempo: el trabajo se inició el 6 de febrero de 1917 y se completó en noviembre de 1917.
Su realización era de gran importancia estratégica, ya que permite la comunicación y la transferencia de suministros de la vuelta a la zona de la cumbre italiana de Pasubio donde se hizo cargo de la primera línea de fuego enemigo lejos y durante todo el año, a diferencia el stock de Scarubbi, accesible por medios motorizados, pero con mucho más peligroso bajo los golpes de las armas austríacas, y sólo durante el verano.
Este es sin duda un interesante recorrido desde varios puntos de vista, desde el paisaje a la histórica y la ingeniería.
Tenga en cuenta que está prohibido ir en la bicicleta, tras una serie de accidentes fatales (al contrario de rodadura mucho más seguro de Strada dei Scarubbi y Strada della Val di Fieno).

## Los túneles
| Número | Nombre          | Duración | Fotos |
| ------ | --------------- | -------- | ----- |
| 1      | Cap. Zappa      | 17 m     |       |
| 2      | Gen. D'Havet    | 65 m     |       |
| 3      | Rovereto        | 14 m     |       |
| 4      | Battisti        | 31 m     |       |
| 5      | Oberdan         | 10 m     |       |
| 6      | Trieste         | 17 m     |       |
| 7      | Gen. Cascino    | 35 m     |       |
| 8      | Gen. Cantore    | 23 m     |       |
| 9      | Gen. Zoppi      | 78 m     |       |
| 10     | Sauro           | 12 m     |       |
| 11     | Magg. Randaccio | 28 m     |       |
| 12     | Cap. Motti      | 95 m     |       |
| 13     | Cap. Filzi      | 27 m     |       |
| 14     | Cap. Melchiori  | 61 m     |       |
| 15     | Tortona         | 45 m     |       |
| 16     | Reggio Calabria | 74 m     |       |
| 17     | Bergamo         | 52 m     |       |
| 18     | Parma           | 46 m     |       |
| 19     | Re              | 318 m    |       |
| 20     | Gen. Cadorna    | 86 m     |       |
| 21     | Gen. Porro      | 20 m     |       |
| 22     | Breganze        | 8 m      |       |
| 23     | Gen. Capello    | 18 m     |       |

| Número | Nombre                 | Duración | Fotos |
| ------ | ---------------------- | -------- | ----- |
| 24     | Bolonia                | 16 m     |       |
| 25     | Aquila                 | 11 m     |       |
| 26     | Napoli                 | 24 m     |       |
| 27     | Cap. Picone            | 98 m     |       |
| 28     | Génova                 | 14 m     |       |
| 29     | Spezia                 | 31 m     |       |
| 30     | Miss                   | 10 m     |       |
| 31     | Gen. Papa              | 72 m     |       |
| 32     | Palazzolo              | 48 m     |       |
| 33     | 33ª minatori           | 57 m     |       |
| 34     | Gen. Giustetti         | 132 m    |       |
| 35     | Trani                  | 10 m     |       |
| 36     | Gen. Garibaldi         | 12 m     |       |
| 37     | Balilla                | 26 m     |       |
| 38     | Turín                  | 29 m     |       |
| 39     | Mantua                 | 53 m     |       |
| 40     | Trento                 | 10 m     |       |
| 41     | 26ª minatori           | 24 m     |       |
| 42     | Macerata               | 19 m     |       |
| 43     | Polesine               | 55 m     |       |
| 44     | Zappatori Liguria      | 22 m     |       |
| 45     | Plotone 25ª minatori   | 83 m     |       |
| 46     | Piceno                 | 65 m     |       |
| 47     | Pallanza               | 22 m     |       |
| 48     | Cesena                 | 14 m     |       |
| 49     | Soldato italiano       | 19 m     |       |
| 50     | Cav. Vittorio Veneto   | 27 m     |       |
| 51     | Plotone minatori sardo | 66 m     |       |
| 52     | Cerdeña                | 86 m     |       |